# Galeriewerk

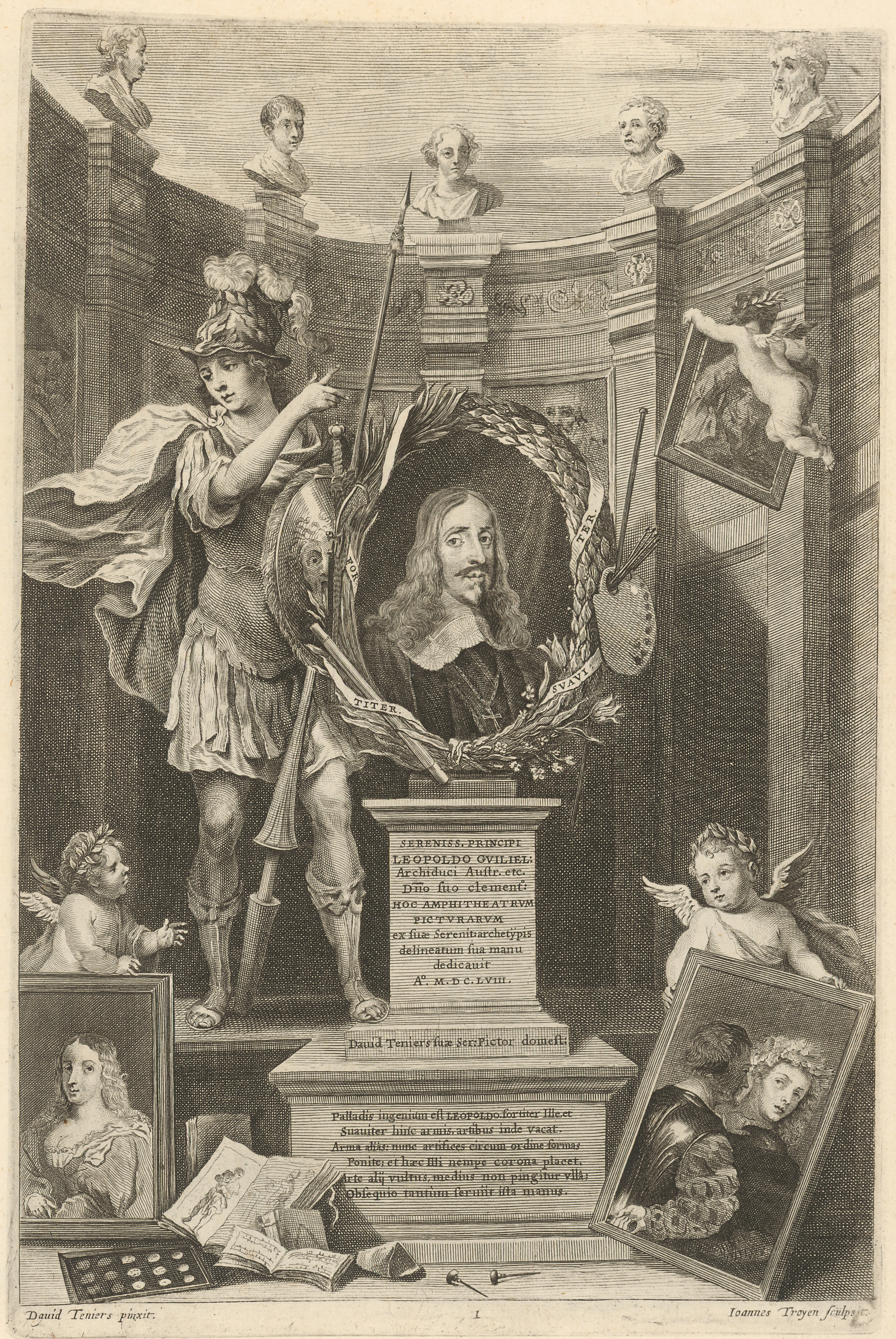
Frontispiz des Theatrum Pictorium, einer Sammlung von 243 Bildern, Stich von Jan van Troyen nach einem Modello von David Teniers dem Jüngeren.

Ein Galeriewerk ist eine Sammlung von Reproduktionen von Gemälden, in Einzelfällen auch von Zeichnungen oder Skulpturen einer Kunstsammlung, in gebundener Form. Die Galeriewerke dienten in erster Linie der Repräsentation der Kunstsammlung und damit der Verbreitung der Sammelleistung ihres Besitzers, später auch der Publikation von kunsthistorischen Erkenntnissen aus der Hand von Kunstkennern, zur Vorbereitung von Galeriebesuchen oder schlicht als Souvenir und Mitbringsel nach deren Besuch. Auch waren kommerzielle Interessen der Herausgeber oftmals Antrieb für die Schaffung eines Galeriewerkes.
Galeriewerke sind zu unterscheiden von Galeriebildern, also Einzeldarstellungen von Kunstsammlungen. 

## Beispielhafte Galeriewerke

### Theatrum Pictorium
Das erste Galeriewerk wurde von David Teniers dem Jüngeren (1610–1690) für die Kunstsammlung des Erzherzogs Leopold Wilhelm von Österreich (1614–1662), des spanischen Statthalters für die Südlichen Niederlande, geschaffen. Dieses epochemachende Werk diente vielen später entstandenen Werken als Vorbild.
Erzherzog Leopold Wilhelm besuchte nach dem erfolgreichen Feldzug von 1647 den für seine Kunstsammlung berühmten Bischof von Gent, Antoon Triest (1577–1657), und begeisterte sich für die dort gesehen Gemälde von David Teniers. Er kaufte und bestellte kurze Zeit später Gemälde und nahm den Künstler in seine Dienste. 1651 erfolgte dessen Ernennung zum Hofmaler und spätestens 1655 wurde Teniers Kammerdiener des Erzherzogs.
In seiner Eigenschaft als Hofmaler wurde Teniers auch mit der Verwaltung der Kunstsammlung des Erzherzogs betraut. Er erkannte die Möglichkeiten der seinerzeit in Antwerpen blühenden Druckgrafik für die Publikation der hervorragenden Kunstsammlung seines Herrn und hatte den Geschäftssinn, die Herstellung und den Vertrieb der Grafiken zu organisieren. Der Erzherzog förderte das Unternehmen, erkannte er doch das Potenzial einer Publikation seiner sammlerischen Leistung. Teniers erwarb ein Druckprivileg und beauftragte Stecher mit der Erstellung von Druckgraphiken nach den von ihm geschaffenen kleinformatigen Gemäldekopien, den sog. pasticci (Ölskizzen). Es wurden einzelne Stiche und Radierungen auch über seinen Bruder, den Maler und Kunsthändler Abraham Teniers, vertrieben.
1660 erschien in Brüssel die Erstausgabe des Theatrum Pictorium, das als erstes Galeriewerk diese Graphiken in gebundener Form zusammenfasste. Weitere Ausgaben folgten, in der vollständigsten Ausgabe von 1684 waren 243 Radierungen nach italienischen Gemälden aus der Sammlung des Erzherzogs enthalten, die von 13 Kupferstechern geschaffen wurden.  Die Sammlung des Erzherzogs verzeichnete 1657 allein 517 italienische Gemälde und bildet heute den Kern der italienischen Abteilung des Kunsthistorischen Museums in Wien. Die erhalten gebliebenen pasticci befinden sich heute größtenteils in angelsächsischen Sammlungen.

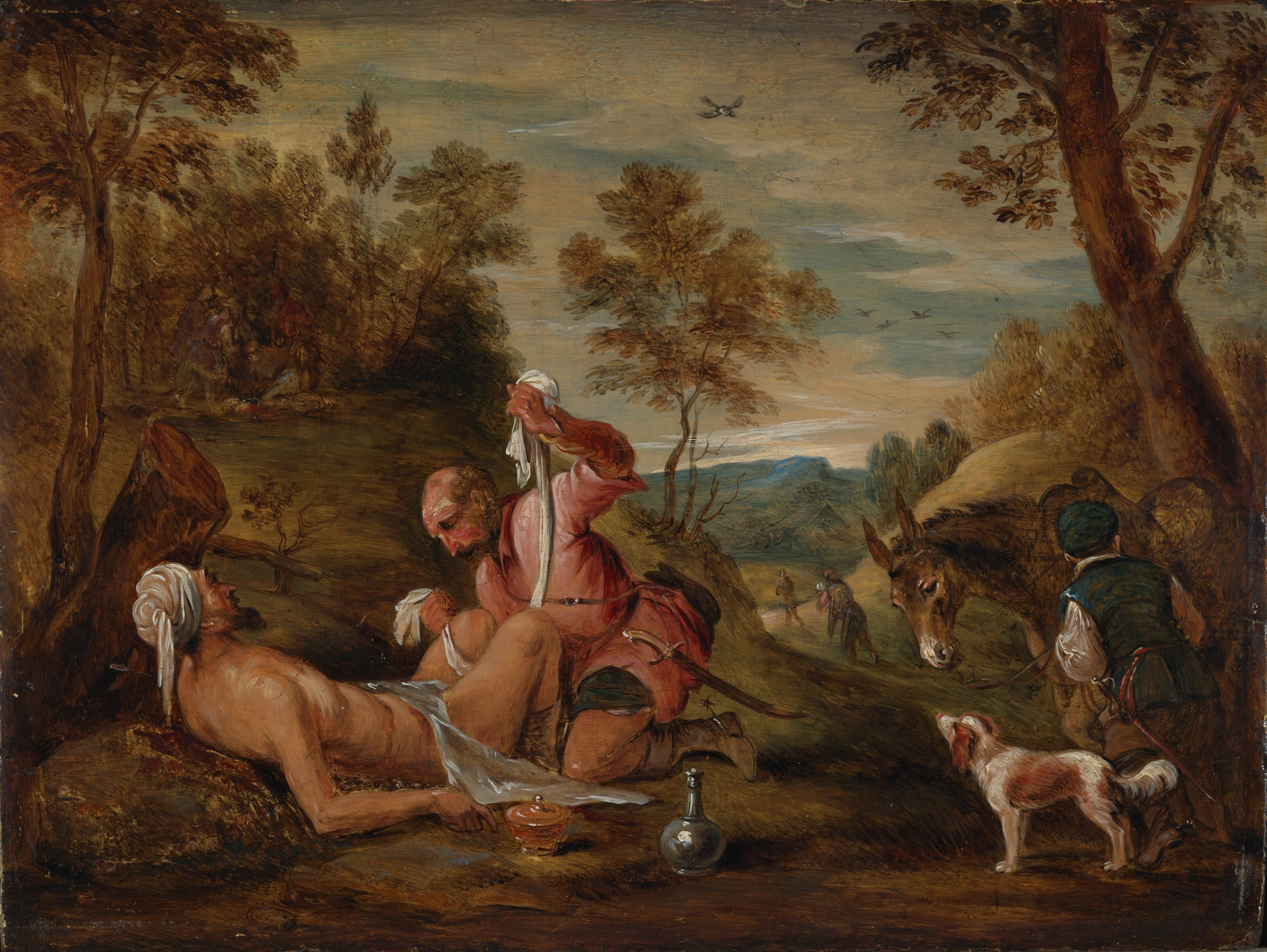
pasticci nach Francesco Bassano, eigentl. dal Ponte

Die Auswahl der Galeriebilder war nicht auf Vollständigkeit ausgelegt, sondern es wurden gezielt als wichtig erachtete Werke ausgewählt, um so den Kunstsinn und die Sammelerfolge des Erzherzogs zu würdigen. Teniers legte den Schwerpunkt der originalgetreuen Reproduktion auf die richtige Wiedergabe der Maßstäbe, die seitenrichtige Wiedergabe spielte dagegen keine Rolle. Mit dieser Auffassung stand er nicht allein, auch Rubens beachtete die seitenrichtige Wiedergabe seiner Werke in den Reproduktionen nur selten.

### Tableaux du Cabinet du Roy
Auch am Hof des französischen Sonnenkönigs Ludwig XIV. fasste man den Entschluss, mittels eines Stichwerkes die wissenschaftlichen und künstlerischen Errungenschaften des Herrschers zu publizieren. Die treibende Kraft hierbei war Jean-Baptiste Colbert, der sich als Finanzminister auch für die Förderung Kunst und Wissenschaft viele Verdienste erworben hatte. Das von ihm geplante Stichwerk Cabinet du Roy stellte in etwa fünfzig Bänden einen Überblick über die kulturpolitischen Leistungen seines Königs dar. Es war geordnet nach Kunstwerken, königlichen Gebäuden, Gärten, Festen und naturwissenschaftlichen Themen. Im Rahmen dieser Stichserie erschien 1677 das Galeriewerk Tableaux du Cabinet du Roy, das erst mit 22, später mit 38 Gemäldereproduktionen zwar nur einen kleinen Ausschnitt aus der Sammlung von Ludwig XIV. darstellte, aber durch die kunsthistorischen Begleittexte von André Félibien beispielgebend für spätere Galeriewerke sein sollte. So wurden hierbei auch erstmals Bildunterschriften in großen Textblöcken unter dem Bild angeordnet, die in Latein und Französisch den Titel des Gemäldes, Angaben zum Künstler, Stecher und zur Bildgröße sowie die Besitzangabe enthielten.

### Recueil d’Estampes … de la Galerie Royale de Dresde
Das Dresdner Galeriewerk stellt durch die Qualität seiner Texte und Abbildungen einen Höhepunkt der Gattung dar.
Die Recueil d’Estampes d’après les plus célèbres Tableaux de la Galerie Royale de Dresde, so der vollständige Titel, wurde von Carl Heinrich von Heineken auf eigene Kosten in zwei Bänden 1753 und 1757 herausgegeben. Der von Hofstecher Lorenzo Zucchi im Auftrag von Kurfürst Friedrich August II. in Vorbereitung eines Galeriewerkes vorgelegte Kostenvoranschlag von 66.000 Talern machte eine Realisierung auf Staatskosten unmöglich und belegt den Qualitätsanspruch, der seitens des Herrschers an das Galeriewerk gestellt wurde. Der 1870 erschienene  dritte Band fasst die im Zeitraum von 1780 bis 1870 entstandenen Kupferstiche zusammen. Dieser Band ist komplett nur sehr selten zu finden, entstand er doch unter gänzlich anderen Voraussetzungen.
Die ersten beiden Bände sind in ihrer Form identisch aufgebaut, sie enthalten mit 101 Kupferstichen die Meisterwerke der Dresdner Bildergalerie. Die Aneinanderreihung ist keineswegs zufällig und folgt einem festgeschriebenen Modus, der der damaligen Auffassung über die Bedeutung der einzelnen Künstler geschuldet ist. Begonnen wird mit den großen Meistern der italienischen Malerei, von denen Correggio, Tizian, Veronese die bekanntesten sind, danach folgen weitere italienische Schulen, den Abschluss bilden Werke flämischer, niederländischer und deutscher Meister. Die Texte in französischer und italienischer Sprache wurden von Heineken verfasst und sprengen den Rahmen des bisher in Galeriewerken Gebotenen. Heineken war bemüht, die Wirkung der Malerei ganz im Sinne der Aufklärung für die
- ethische und moralische Besserung des Menschen
- Kultivierung des Gemeinwohls und
- zum pädagogischen Nutzen als öffentliche Schule

darzustellen.
Für die Kupferstiche wurden Vorzeichnungen angefertigt, die dann von Heineken an versierte Stecher in Frankreich, Holland, Italien und Dänemark geschickt wurden. Der Kurfürst unterstützte die Anfertigung der Zeichnungen, ließ sich aber die Zeichnungen und Stiche im Gegenzug zur Begutachtung vorlegen. So kam es, dass manche Blätter zwei- bis dreimal gestochen werden mussten, bis sie den hohen Ansprüchen des Monarchen genügten. So bekannte Heineken am Ende seiner Amtszeit zur Entstehung des Galeriewerkes:

„Es ist zwar sattsam bekannt, dasz erwehnter Monarch nicht nur eine besonderes gründliche Kenntnisz in den schönen Künsten besasz, sondern auch die Schildereyen und Kupferstiche vorzüglich liebte, deshalb auch sowohl diese als jenes möglichst zu vermehren, und dadurch der Nachwelt ein Denkmal seiner glorwürdigen Neigung zu den Künsten und Wiszenschaften zu hinterlaszen trachtete. Niemand aber weisz solches besser als diejenigen, so die Gnade hatten, in diesen beyden Stücken von IHM gebraucht zu werden. Ich musz öffentlich bekennen, dasz Se. Majestät mehr wuszten als alle ihre Inspectores; und so wie ich bereits in der Zueignungs Schrifft des von mir herausgegebenen groszen Werks von der Dresdnischen Königlichen Gallerie mit Wahrheit gesagt; dasz Se. Majestät mehr Antheil an der dasigen Beschreibung, als ich, hätten, ebenso sage ich allhier mit Wahrheit, dasz die Ordnung und Einrichtung des Kupferstichsaals blosz Höchstdemselben zuzuschreiben sey.“

### La Galerie Électorale de Dusseldorff
La Galerie Électorale de Dusseldorff ou Catalogue raisonné et figuré de ses tableaux ist ein Galeriewerk der Gemäldegalerie Düsseldorf des Kurfürsten Karl Theodor von Pfalz-Sulzbach. Die erste Auflage erschien 1778. Das Werk war zunächst in einer Reihe von Veröffentlichungen über Bauten des Kurfürsten geplant und wurde von dem kurpfälzischen Architekten Nicolas de Pigage und dem Basler Kunsthändler Christian von Mechel in französischer Sprache herausgegeben wurde. Der Katalog war mit Bilderläuterungen von Jean-Charles Laveaux in einfacher Sprache geschrieben und eignete sich auch als kunsthistorisches Nachschlagewerk. So fand das Galeriewerk nicht nur Eingang in private, sondern auch öffentliche und wissenschaftliche Bibliotheken. Im Zusammenwirken mit anderen Galeriewerken förderte es die Anschauung der neugeordneten Galerien und bereite so den Boden für die Entstehung des Faches Kunstgeschichte. Mehrfach aufgelegt bis zum Beginn des 19. Jahrhunderts, erhöhte es den Bekanntheitsgrad der Düsseldorfer Galerie und seiner Sammlung beträchtlich. Weil es ein Licht auf die musealen Intentionen des Kurators und Galerieinspektors Lambert Krahe wirft, trug es maßgeblich zu dessen Ruhm als fortschrittlicher Kurator und Museumsleiter des 18. Jahrhunderts bei.